# فرانکو سروی
فرانکو امانوئل سروی (اسپانیایی: Franco Emanuel Cervi‎؛ زادهٔ ۲۶ مهٔ ۱۹۹۴) بازیکن فوتبال اهل آرژانتین است.
از باشگاه‌هایی که در آن بازی کرده‌است می‌توان به روساریو سنترال، بنفیکا و سلتاویگو اشاره کرد.